# Diaptomus albuquerquensis
Diaptomus albuquerquensis är en kräftdjursart som beskrevs av Herrick. Diaptomus albuquerquensis ingår i släktet Diaptomus och familjen Diaptomidae. Inga underarter finns listade i Catalogue of Life.